# 钱学榘
钱学榘（1914年—1997年），浙江杭縣（今杭州市）人，美籍华人科学家，专攻航空航天工程学和飞机制造。是五代吴越国国王钱镠第33代孙，钱学森堂弟，钱永佑、钱永健之父。

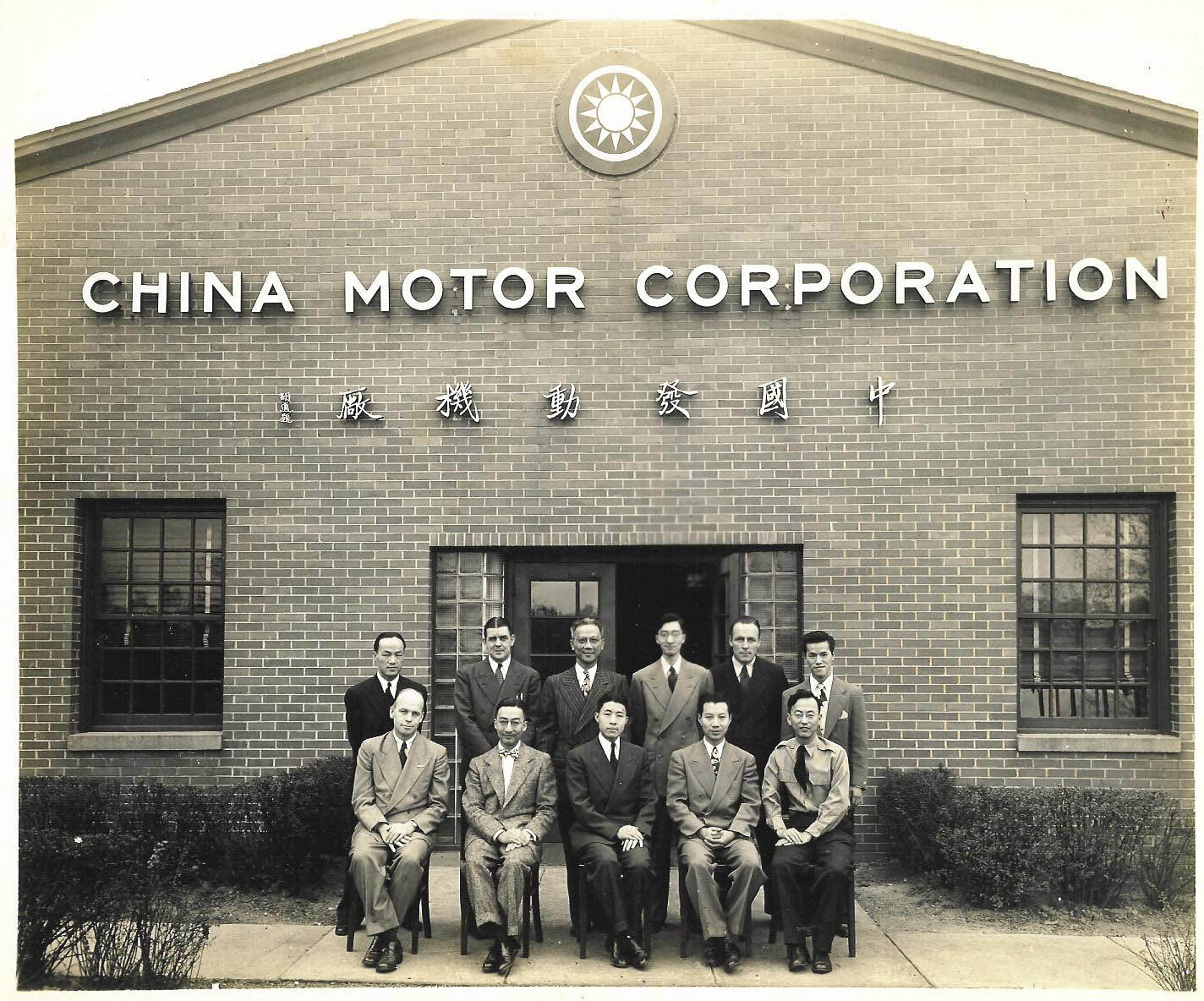
坐立最右穿军装为钱学榘，坐立中央为林同骅，背后“中国发动机厂”六个大字为胡适题写

## 生平
為中國火箭技術科學家钱学森堂弟
。1931年，於杭州安定学堂毕业后，考取国立浙江大学，后改就讀国立交通大学，和堂兄钱学森同校，1935年，毕业后担任清华大学助教，並考取庚子赔款奖学金，因名额问题偶然结识李耀滋。1936年，赴美留学，进入麻省理工学院攻读空气动力学。次年，毕业之际爆发七七事变，继续留在美国为资源委员会旗下的中央机器厂提供支持。1938年，作为国家航空委员会首席副工程师和首席工程师李耀滋前往瑞士工作一年，因日本大面侵华，被迫将工厂搬迁至贵州大定县（现大方县）。1943年，前往印度，希望借助最后未被日军占领的西南要道为大后方提供物料支援。1945年，长子钱永佑於贵州出生，后全家搬迁至美国，1949年归化为美国公民。次年，次子钱永乐出生，1952年，幼子钱永健出生。1979年，和夫人李懿颖以及三子曾回国祭掃父母墳墓，并和钱学森相聚。1997年，在美国加州逝世，享年83岁。